# Gametophor
Der Fachausdruck Gametophor
oder auch Gametangiophor

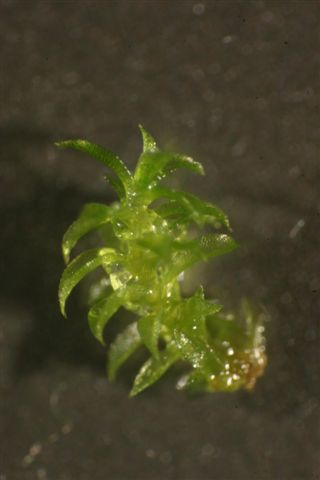
Einzelner Gametophor des Laubmooses Physcomitrella patens

(von Gametangium und griech. Φορά, phor; dt. „Getragen werden“); deutsch „Gametangienträger“, oder
„Gametangienstand“,
ist bei Moosen und Farnpflanzen (Archegoniaten) die Bezeichnung für den Träger der Geschlechtsorgane
der Archegonien und der Antheridien. Befinden sich sowohl Archegonien als auch Antheridien an derselben Pflanze, so nennt man diese monözisch. Gibt es sowohl männliche als auch weibliche Pflanzen, so nennt man diese diözisch.
Bei Laubmoosen bezeichnet man als Gametophor die in Stämmchen und Blättchen gegliederte eigentliche Moospflanze (siehe auch „Thallus“). Er stellt die adulte Form des haploiden Gametophyten dar und entwickelt sich aus dessen juveniler Form, dem Protonema, unter dem Einfluss von Phytohormonen (v. a Cytokinin). Während das fädige Protonema mit einschneidiger Scheitelzelle wächst, besitzt der Gametophor eine dreischneidige Scheitelzelle.